# Arbeitsgemeinschaft Trinkwassertalsperren
Die Arbeitsgemeinschaft für Trinkwassertalsperren e.V. (ATT) ist eine gemeinnützige Vereinigung von rund 40 Wasserversorgungsunternehmen, Wasserverbänden, Talsperrenbetrieben und -verwaltungen, Hochschul-, Untersuchungs- und Forschungsinstituten in der Bundesrepublik Deutschland und im Großherzogtum Luxemburg, die sich mit der Gewinnung, Aufbereitung und Verteilung von Trinkwasser aus Talsperren befassen.
Im Jahr 2009 haben die Mitgliedsunternehmen aus nahezu 70 Talsperren und Speicherbecken rund 444 Mio. m3 Rohwasser für die Trinkwasserversorgung bereitgestellt und nahezu 366 Mio. m3 Trinkwasser geliefert. Das sind mehr als 90 % des in der Bundesrepublik Deutschland aus Talsperren gewonnenen Trinkwassers. Etwa 10 % aller Bürger in Deutschland werden mit Trinkwasser aus Talsperren versorgt.

## Aufgaben
Vereinszweck ist:
- Erfahrungsaustausch und Know-how-Transfer

Der gegenseitige Informationsaustausch der Mitglieder untereinander stellt die Basis der Arbeit der ATT dar. Er wird vor allem im Fachausschuss und in den Arbeitskreisen praktiziert. Über aktuelle Entwicklungen berichtet der regelmäßig publizierte Mitgliederbrief.
- Fort- und Weiterbildung

Für spezielle Fragestellungen führt die ATT Veranstaltungen zur Fort- und Weiterbildung ihrer Mitglieder durch, z. B. bei der Talsperrenwärterschulung oder im Laborbereich.
- Vertretung gemeinsamer technischer und wirtschaftlicher Belange

Die ATT wirkt an der Erstellung rechtlicher und technisch-wissenschaftlicher Regelungen mit. Für ihre Mitglieder erarbeitet sie Handlungsvorschläge.
- Zusammenarbeit mit Behörden und anderen technisch-wissenschaftlichen Vereinigungen

Durch die Zusammenarbeit mit den anderen technisch-wissenschaftlichen Vereinigungen der Wasserwirtschaft, wie z. B. der DWA und dem DVGW, lassen sich Synergien erzielen und die Belange der Wasserversorgung aus Talsperren einbringen.
- Forschung und Entwicklung

Die ATT regt Untersuchungen an und unterstützt Forschungen über die in Trinkwassertalsperren sowie deren Zu- und Abflüssen ablaufenden Vorgänge, die der Verbesserung und Sicherung der Wassergüte dienen, beschäftigt sich mit der Optimierung, Weiterentwicklung und Überwachung der Verfahren zur Aufbereitung von Trinkwasser aus Talsperren; sie widmet sich den Fragen der Speicherung, Fortleitung und Verteilung des Trinkwassers aus Talsperren.
- Information der Öffentlichkeit

Die ATT informiert die interessierte Öffentlichkeit über Besonderheiten im Zusammenhang mit der Trinkwasserbereitstellung aus Talsperren.

## Organisation
Organe der ATT sind gemäß ihrer Satzung die Mitgliederversammlung, der Vorstand und die Geschäftsführung.
- Die Mitgliederversammlung ist das Lenkungs- und Beschlussorgan. Ihre Einberufung, Aufgaben, Zusammenkunft und Zuständigkeiten sind in der Satzung festgelegt.
- Der Vorstand besteht aus dem Vorsitzenden und bis zu zwei Stellvertretern. Der Vorstand vertritt die ATT nach außen. Seine Mitglieder sind ehrenamtlich tätig.
- Dem Vorsitzenden obliegen alle Aufgaben und Geschäfte des Vereins, soweit sie nicht der Mitgliederversammlung vorbehalten sind.

Derzeit amtierender Vorsitzender ist Lothar Scheuer, Vorstand des Aggerverbandes, Gummersbach.

## Mitglieder
Die Mitglieder
- betreiben Talsperren zur öffentlichen Trinkwasserversorgung,
- bereiten aus Talsperren gewonnenes Wasser zu Trinkwasser auf, verteilen es im eigenen Netz und liefern es an weitere Abnehmer,
- beschäftigen sich mit Fragen bei der Trinkwasserversorgung aus Talsperren.

Mit Stand 22. November 2013 besteht der Verein aus insgesamt 41 Mitgliedern, davon
- 13 Wasser- und Energieversorgungsunternehmen,
- 12 Wasserverbände,
- 6 Fernwasserversorgungsunternehmen,
- 1 Talsperrenverwaltung,
- 1 Talsperrenbetrieb,
- 1 Wasserwirtschaftsbehörde,
- 2 Universitäts- und Hochschulinstitute,
- 5 Untersuchungs- und Forschungsinstitute.

## Geschichte
Am 23. November 1970 wurde die Arbeitsgemeinschaft Trinkwassertalsperren von Vertretern aus acht Wasserversorgungsunternehmen in Siegburg gegründet, mit dem Ziel, die im Zusammenhang mit der Trinkwasserversorgung aus Talsperren gesammelten Erfahrungen unter den Mitgliedern auszutauschen, gemeinsam interessierende Aufgaben zu definieren und diese im Zusammenhang mit Wissenschaft und Forschung zu lösen.